# Ecséd
Ecséd – miejscowość na Węgrzech, w komitacie Heves, w powiecie Hatvan. W 2021 gmina liczyła 3068 mieszkańców.

## Znani mieszkańcy
- Gedeon Richter (1872–1944) – farmaceuta i przedsiębiorca, założyciel koncernu Gedeon Richter(inne języki)